# Воскресенский бульвар (Великий Новгород)
Воскресе́нский бульвар — улица в Великом Новгороде. Находится в западной части Софийской стороны.
Начинается от сквера Воинской славы (бывшая площадь Карла Маркса) и в западном направлении проходит до железнодорожного вокзала Великого Новгорода (улица Октябрьская). Протяжённость — 495 м.

## История
План по прокладке улицы в этом направлении был разработан в соответствии с послевоенным генеральным планом развития Новгорода (1944 год), составлявшимся под руководством академика Щусева А. В. Улица сформировалась в начале 1950-х годов. Предполагалось назвать её проспект Сталина, но в итоге было выбрано название Вокзальная. В апреле 1964 года Вокзальная была переименована в проспект Карла Маркса. Название сохранялось до 11 февраля 2011 года, когда в результате долгих дебатов, общественных слушаний, опросов и пр. решением Думы Великого Новгорода проспект был переименован в Воскресенский бульвар.
Посредине бульвара проходит пешеходная дорожка, обрамлённая по бокам газонами и посадками деревьев в два ряда. Движение транспорта двустороннее. Бульвар застроен жилыми и в малой степени административными зданиями сталинской и хрущёвской постройки и является одной из основных магистралей города, связывающей автомобильный и железнодорожный вокзалы с его центром.
22 октября 1975 года на проспекте Карла Маркса произошла авиакатастрофа. Самолёт Як-40 (борт CCCP-87458), совершавший рейс Сыктывкар—Вологда—запасной аэродром «Смольное»—Новгород—Рига, в условиях тумана и крайне плохой видимости с юга заходил на посадку в Аэропорт «Юрьево». В результате ошибочных действий, основанных на полученных от диспетчера устаревших метеоданных, экипаж на 700 м отклонился от глиссады и начал преждевременное снижение. Выпущенными шасси самолёт снёс крышу областной типографии (проспект Карла Маркса, 4), затем врезался в стоящий напротив жилой дом № 3. В катастрофе погибло 11 человек (4 члена экипажа, 2 пассажира, 5 жителей Новгорода).